# 1830 في الولايات المتحدة
فيما يلي قوائم الأحداث التي وقعت خلال عام 1830 في الولايات المتحدة.

## سياسة

### تعيين في المنصب
- 4 مارس – جون فلويد حاكم فرجينيا [الإنجليزية]‏.
- 6 ديسمبر – جون رينولدز حاكم إلينوي [الإنجليزية]‏.
- 9 ديسمبر – جيمس هاملتون حاكم كارولينا الجنوبية [الإنجليزية]‏.
- 18 ديسمبر – مونتفورت ستوكس حاكم كارولينا الشمالية [الإنجليزية]‏.

### انتهاء فترة المنصب
- 1 يناير – مونتفورت ستوكس عضو مجلس نواب كارولينا الشمالية.
- 19 يناير – تشارلز بولك حاكم ولاية ديلاوير [الإنجليزية]‏.

## مواليد

### يناير
- 1 يناير – آرثر بيري عالم اقتصاد أمريكي.[1]
- 1 يناير – فرانك ألكسندر مونتجومري كاتب سير ذاتية من الولايات المتحدة الأمريكية.
- 1 يناير – مارييتا ستو سياسية أمريكية.
- 2 يناير – هنري فلاجلر رجل أعمال من الولايات المتحدة الأمريكية.[2]
- 31 يناير – جيمس جي بلين سياسي أمريكي.[3]

### فبراير
- 21 فبراير – أديسون براون سياسي أمريكي.[4]

### مارس
- 19 مارس – هوبير انسون نيوتن[5]

### مايو
- 9 مايو – هارييت لين سياسية من الولايات المتحدة الأمريكية.[6]

### يوليو
- 1 يوليو – باريس جيبسون سياسي أمريكي.[7]
- 10 يوليو – كاميل بيسارو رسام فرنسي.[8]

### أغسطس
- 8 أغسطس – كورنيليوس ريا أغنيو[9]
- 13 أغسطس – جورج دبليو إيمري سياسي من الولايات المتحدة الأمريكية.[10]

### سبتمبر
- 21 سبتمبر – كارولين بستر شيرميرهورن أستور

### نوفمبر
- 8 نوفمبر – أوليفر هوارد[11]

### ديسمبر
- 10 ديسمبر – إيميلي ديكنسون شاعرة أمريكية.[12]

## وفيات

### مارس
- 28 مارس – ستيفن إليوت (مواليد 1771) عالم نبات من الولايات المتحدة الأمريكية.[13]

### أغسطس
- 9 أغسطس – جيمس أرميستاد لافاييت (مواليد 1748)

### سبتمبر
- 23 سبتمبر – إليزابيث مونرو (مواليد 1768) سياسية أمريكية.[14]

### أكتوبر
- 4 أكتوبر – جون باركر بويد (مواليد 1764)[15]